# سوزان هوکه
سوزان هوکه (آلمانی: Susan Hoecke؛ زادهٔ ۲۳ ژوئیهٔ ۱۹۸۱) بازیگر و مدل اهل آلمان است. وی برای ایفای نقش ویکتوریا تاراش در طوفان عشق بندهٔ جایزه کلاسیک فرهنگی پرمیو ناپولی (جایزه رسانه ایتالیایی) شد.
از فیلم‌ها یا مجموعه‌های تلویزیونی که وی در آن‌ها نقش داشته است، می‌توان به طوفان عشق، هشدار برای کبرا ۱۱ و هتل هوس اشاره نمود.